# Chihuahua – The Album
Chihuahua – The Album – dwunasty album studyjny szwajcarskiego DJa, piosenkarza DJ Bobo wydany 2003 roku. Płytę promował utwór "Chihuahua". 

## Lista utworów
1. Chihuahua - 2:59
2. Rock My World - 3:38
3. I Believe - 3:41
4. Everybody - 3:36
5. What A Feeling - 3:21
6. Around The World - 3:52
7. Let The Party Begin - 4:05
8. Together - 4:09
9. There Is A Party - 4:13
10. Celebration - 3:18
11. Angel - 3:25
12. One Vision One World - 3:53
13. Music Is My Life - 3:42
14. Do You Remember -	4:02
15. Where Is Your Love - 3:52